# Perdita Weeks
Pour les articles homonymes, voir Weeks.
Perdita Weeks est une actrice galloise, née le 25 décembre 1985 à Cardiff (Pays de Galles).

## Biographie
Perdita Rose Annunziata Weeks est née le 25 décembre 1985 à Cardiff (Pays de Galles).
Elle étudie l'histoire de l'art à l'Institut Courtauld.
Sa sœur, Honeysuckle Weeks et son frère Rollo Weeks, sont également acteurs.

### Carrière
Elle commence sa carrière en 1993 à seulement huit ans dans la série Google Eyes aux côtés de sa sœur Honeysuckle Weeks et de son frère Rollo Weeks.
Elle fait ses premiers pas au cinéma dans The Cold Light of Day et Hamlet en 1996, elle poursuit sa carrière avec Spice World, le film, Prowl (en), ou encore Catacombes. Elle joue dans le téléfilm La Revanche de Sherlock Holmes en 2004.
Elle poursuit son ascension et on la retrouve dans Stig of the Dump, Inspecteur Barnaby, ou encore Les Tudors où elle joue la sœur d'Anne Boleyn.
En 2013, Ralph Fiennes lui offre un rôle dans The Invisible Woman. L'année suivante, elle joue aux côtés de François Civil dans Catacombes. La même année, elle est présente dans la mini-série 1666, Londres en flammes, avec Rose Leslie, Jack Huston, Oliver Jackson-Cohen et Charles Dance.
En 2016 elle est présente dans la 3ème et dernière de Penny Dreadful et dans la mini-série Rebellion.
Depuis 2018, elle joue le rôle de Juliet Higgins dans la série Magnum P.I. avec Jay Hernández, remake de celle avec Tom Selleck, Magnum.

## Filmographie

### Cinéma

#### Longs métrages
- 1995 : Loving : Moira
- 1996 : Hamlet de Kenneth Branagh : La seconde joueuse
- 1996 : The Cold Light of Day : Anna Tatour
- 1996 : Le dernier voyage de Robert Rylands : Sue
- 1997 : Spice World, le film (Spiceworld The Movie) de Bob Spiers : Evie
- 2010 : Prowl (en) : Fiona
- 2013 : The Invisible Woman de Ralph Fiennes : Maria Ternan
- 2014 : Catacombes (As Above, So Below) de John Erick Dowdle : Scarlet Marlowe
- 2018 : Ready Player One de Steven Spielberg : Karen ”Kira” Underwood
- 2025 : Fountain of Youth de Guy Ritchie : L'avocate d'Harold

### Télévision

#### Séries télévisées
- 1993 : Google Eyes
- 1995 : Ghosts : Dottie
- 1996 : Screen Two : Moira
- 1997 : Rag Nymph : Millie jeune
- 2002 : Stig of the Dump : Lou
- 2003 : Inspecteur Barnaby (Midsomer Murders) : Hannah Moore
- 2007 - 2008 : Les Tudors (The Tudors) : Mary Boleyn
- 2008 : Orgueil et Quiproquos (Lost in Austen) : Lydia Bennett
- 2008 - 2009 : Four Seasons : Imogen Combe
- 2009 : Inspecteur Lewis (Lewis) : Kitten
- 2010 - 2011 : Le Serment (The Promise) : Eliza Meyer
- 2011 : De grandes espérances (Great Expectations) : Clara Barley
- 2012 : Titanic : Lady Georgiana Grex
- 2013 : Le Vol des cigognes (Flight of the Storks) : Sarah Gabbor
- 2014 : 1666, Londres en flammes (The Great Fire) : Elizabeth Pepys
- 2015 : The Musketeers : Louise
- 2016 : Penny Dreadful : Catriona Hartdegen
- 2016 : Rebellion : Vanessa Hammond
- 2017 : Grantchester : Charlotte Reilly
- 2018-2024 : Magnum (Magnum P.I.) : Juliet Higgins
- 2020 : Hawaii 5-0 (Hawaii Five-0) : Juliet Higgins

#### Téléfilms
- 2000 : Le Prince et le Pauvre (The Prince and the Pauper) de Giles Foster : Lady Jane Grey
- 2004 : La revanche de Sherlock Holmes (Sherlock Holmes and the Case of the Silk Stocking) de Simon Cellan Jones : Roberta Massingham